# Кямиши
Кя́миши — посёлок при станции в Котельском сельском поселении Кингисеппского района Ленинградской области.

## История
Согласно топографической карте РККА 1938 года посёлок при станции Кямиши насчитывал 9 дворов.

План посёлка при станции Кямиши. 1938 год

Посёлок учитывается областными административными данными в составе Великинского сельсовета с 1 января 1939 года.
В 1939 году население посёлка Кямиши составляло 234 человека.
C 1 августа 1941 года по 31 января 1944 года посёлок находился в оккупации.
В 1958 году население посёлка Кямиши составляло 23 человека.
По данным 1966 года в составе Кингисеппского района значился карьер Кямиши при одноимённой станции.
По данным 1973 года посёлок при станции Кямиши входил в состав Великинского сельсовета.
По данным 1990 года посёлок при станции Кямиши входил в состав Котельского сельсовета.
В 1997 году в посёлке при станции Кямиши проживали 12 человек, в 2002 году — 4 человека (все русские), в 2007 году — 5.

## География
Посёлок расположен в северо-восточной части района у железнодорожной платформы Кямиши на линии Котлы — Усть-Луга, к югу от автодороги А180 (E 20) (Санкт-Петербург — Ивангород — граница с Эстонией) «Нарва».
Расстояние до административного центра поселения — 12 км.

## Демография
| 1997 | 2007 | 2010 | 2017 |
| ---- | ---- | ---- | ---- |
| 12   | ↘5   | ↘3   | →3   |

Согласно данным Всероссийской переписи населения 2021 года в посёлке постоянного населения не было.